# Turistická značená trasa 1858
Turistická značená trasa 1858 je 12 km dlouhá modře značená turistická trasa Klubu českých turistů spojující hřeben Bukovohorské hornatiny a Mladkovské vrchoviny v Orlických horách.

## Průběh trasy
Počátek trasy 1858 se nachází v nadmořské výšce 975 metrů ve vrcholové partii Suchého vrchu v Bukovohorské hornatině. Jejím počátečním rozcestím pod zdejší rozhlednou prochází též zeleně značená trasa 4234 z Jablonného nad Orlicí do Lanškrouna, červeně značená cyklistická trasa 4071 a též červeně značená Jiráskova cesta. Trasa vede z počátku západním úbočím Bradla v souběhu s cyklotrasou 4071 a pak prudce sestupuje na rozcestí Pod Bradlem. Zde se opět potkává s Jiráskovou cestou vedoucí přes vrchol. Ta odtud společně s cyklotrasou 4071 pokračuje přibližně stejným směrem k dělostřelecké tvrzi Bouda. Dříve zde začínala i červeně značená trasa 0415 do Králík, ale její počátek byl přesunut na jiné severněji umístěné rozcestí mimo dotyk s trasou 1858.
Trasa 1858 pokračuje přibližně západním směrem a prudce klesá do Kobylího dolu, po jehož dně podél Černovického potoka dále vede. Asi ve třetině dolu míjí svahové rašeliniště přírodní rezervace Hynkovice a asi v polovině luční enklávu Zakopanka. Asi ve dvou třetinách dolu se nachází rozcestí s výchozí žlutě značenou trasou 7272 do Jablonného nad Orlicí. V dolním zakončení dolu se trasa 1858 odklání od Černovického potoka a mění směr na přibližně severní. Opouští území přírodního parku Suchý vrch - Buková hora, po kterém dosud vedla, a přimyká se k silnici II/311, po níž je vedena i cyklistická trasa 4069. Společně se silnicí míjí osadu Stanovník a těchonínská kasárna, za kterými uhýbá doleva a po cestě kolem vrcholu Mlýnského kopce pokračuje do obce Těchonín, kde nabírá přibližně západní směr.

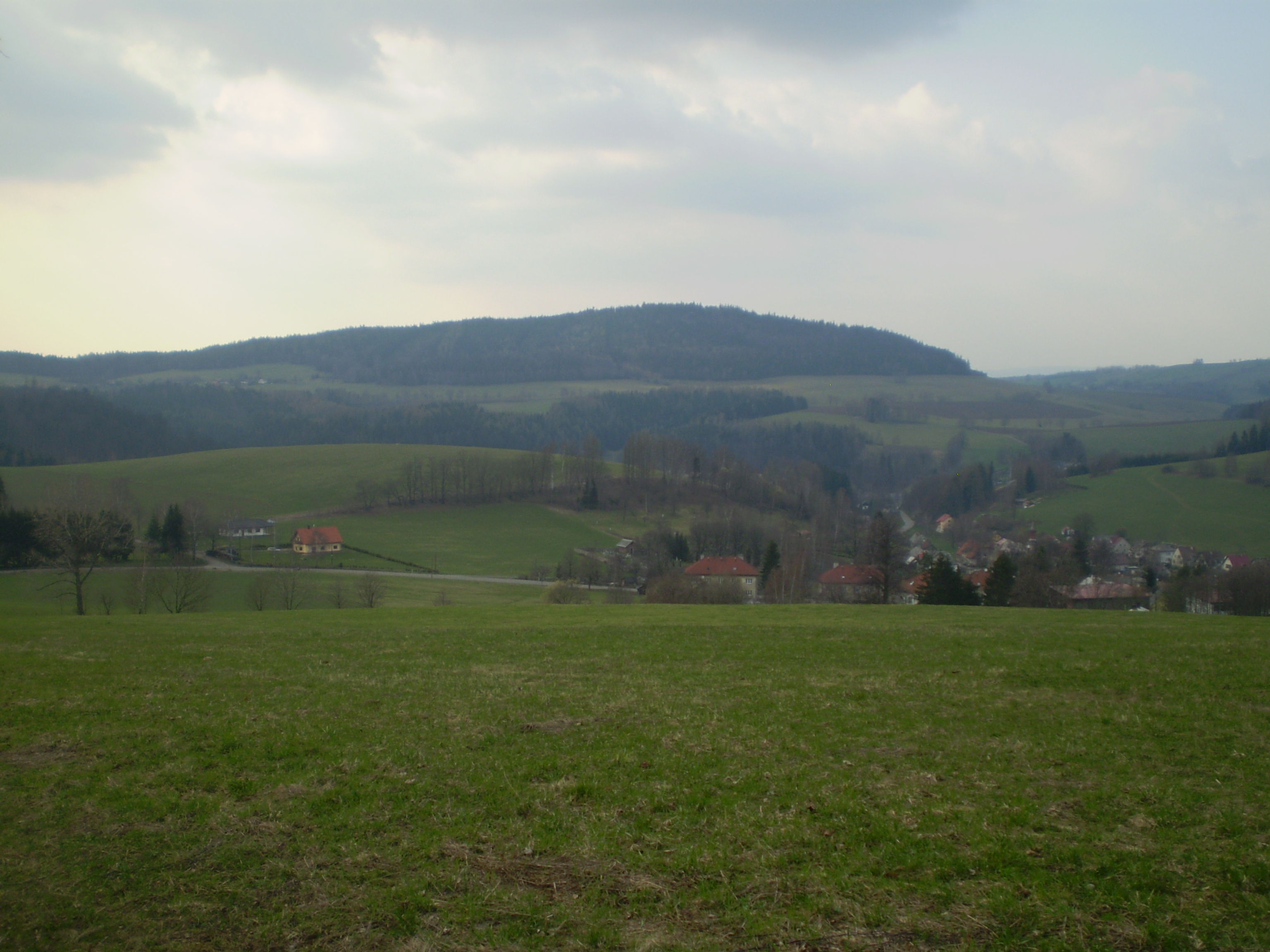
Těchonín na pozadí vrchu Studeného

U železničního mostu přechází do souběhu se zeleně značenou trasou 4298, s níž vede až na těchonínské nádraží, kde trasa 4298 končí. Před nádražím opouští silnici II/311 a cyklistickou trasu 4069, které pokračují na Celné. Trasa 1858 kříží Tichou Orlici a jí lemující přírodní park Orlice a stoupá prudkým svahem do obce Studené. Zde opět kříží cyklistickou trasu 4069 a dále stoupá do jihozápadního svahu vrchu Studený, kde na rozcestí Studenský horní les v nadmořské výšce 615 metrů končí. Navazuje zde červeně značená hřebenová trasa 0416 Zemská brána - Nekoř.

## Historie
V minulosti došlo k lokálním přeložkám trasy:
- V úvodu vedla dříve trasa 1858 přes vrchol Bradla společně s Jiráskovou cestou, poté došlo k jejímu přeložení na lesní cestu jižně od vrcholu.
- V Těchoníně vedla trasa 1858 původně od zemědělského areálu přímo dolů po louce k nádraží, nyní je přeložena severněji pod železniční most.[3]

## Turistické zajímavosti na trase
- Kramářova chata s rozhlednou
- Přírodní rezervace Hynkovice
- Centrum biologické ochrany Těchonín
- Kostel svaté Anny ve Studeném